# Pimelodella guato
Pimelodella guato — вид сомоподібних риб з родини гептаптерових (Heptapteridae). Описаний у 2024 році.

## Назва
Вид названо на честь корінного народу гуато. Історично народ гуато населяв велику територію вздовж річки Парагвай. Однак у 1940-х роках вони почали втрачати свою територію через скотарство, і багато хто переїхав до таких міст, як Касерес і Корумба. Це розпорошення призвело до скорочення населення гуато, і з того часу вони борються за визнання своєї етнічної приналежності та розмежування своїх земель. Вибір назви гуато є даниною стійкості та культурному значенню цих людей, які населяють той самий регіон, де знайдено новий вид. Він також визнає постійну боротьбу з розмежуванням землі, з якою продовжують стикатися корінні громади, особливо в Бразилії.

## Поширення
Ендемік Бразилії. Поширений у басейні річки Парагвай у штатах Мату-Гросу-ду-Сул і Мату-Гросу.